# Гроселл, Джеффри
Джеффри Гроселл (англ. Geoffrey Groselle; род. 12 февраля 1993, Даллас, штат Техас, США) — американский профессиональный баскетболист, играющий на позиции центрового.

## Карьера
Не став выбранным на драфте НБА 2016 года, Гроселл подписал контракт с немецким клубом «Лёвен Брауншвейг». В 32 играх Джеффри набирал 10,9 очка, 6,2 подбора, 0,8 передачи и 1,2 блок-шота в среднем за игру.
В июле 2017 года Гроселл перешёл в другой немецкий клуб — «Айсберен Бремерхафен». В 34 играх чемпионата Германии Джеффри отметился статистикой в 11 очков, 5,5 подбора, 1,3 передачи и 0,8 блок-шота.
В августе 2018 года Гроселл стал игроком «Астаны». В 16 матчах чемпионата Казахстана Джеффри набирал 14,1 очка, 7,1 подбора, 1,4 передачи и вместе с командой стал чемпионом Казахстана. В 26 играх Единой лиги ВТБ его статистика составила 12,1 очка, 5,7 подбора, 1,5 передачи и 0,9 блок-шота.
В августе 2019 года Гроселл продолжил карьеру в «Орлеан Луаре Баскет». В 25 матчах Джеффри набирал 7,4 очка, 5 подборов и 0,6 передачи в среднем за игру.
В июне 2020 года Гроселл подписал контракт с «Зелёна-Гурой». В составе команды Джеффри стал серебряным призёром чемпионата Польши, обладателем Кубка и Суперкубка Польши. По итогам польского чемпионата Гроселл стал «Самым ценным игроком» и был включён в символическую пятёрку турнира. Его статистика составила 17,2 очка и 8,3 подбора.
В июле 2021 года Гроселл перешёл в «Фортитудо» (Болонья).
В июне 2022 года Гроселл стал игроком «Легии».
В августе 2023 года Гроселл вернулся в «Зелёна-Гуру».

## Сборная США
В 2019 году, Гроселл принял участие в Панамериканских играх в составе сборной США. В возрасте 26 лет Джеффри стал самым возрастным и одним из двух профессиональных игроков в составе команды. Остальные игроки сборной США были представителями колледжей. В матче за бронзовые медали против сборной Доминиканской республики, Джеффри набрал 18 очков и 10 подборов.

## Достижения

### Клубные
- Чемпион Казахстана: 2018/2019
- Серебряный призёр чемпионата Польши: 2020/2021
- Обладатель Кубка Польши: 2021
- Обладатель Суперкубка Польши: 2020

### Сборная США
- Бронзовый призёр Панамериканских игр: 2019